# Südgeorgsfehn
Südgeorgsfehn ist eine Ortschaft in der Gemeinde Uplengen in Ostfriesland. Der im Landkreis Leer gelegene Ort hat 590 Einwohner (Stand 2010). Südgeorgsfehn ist eine Fehnsiedlung mit einer Fläche von ca. 1040 Hektar. Ortsvorsteher ist Klemens Thiede.

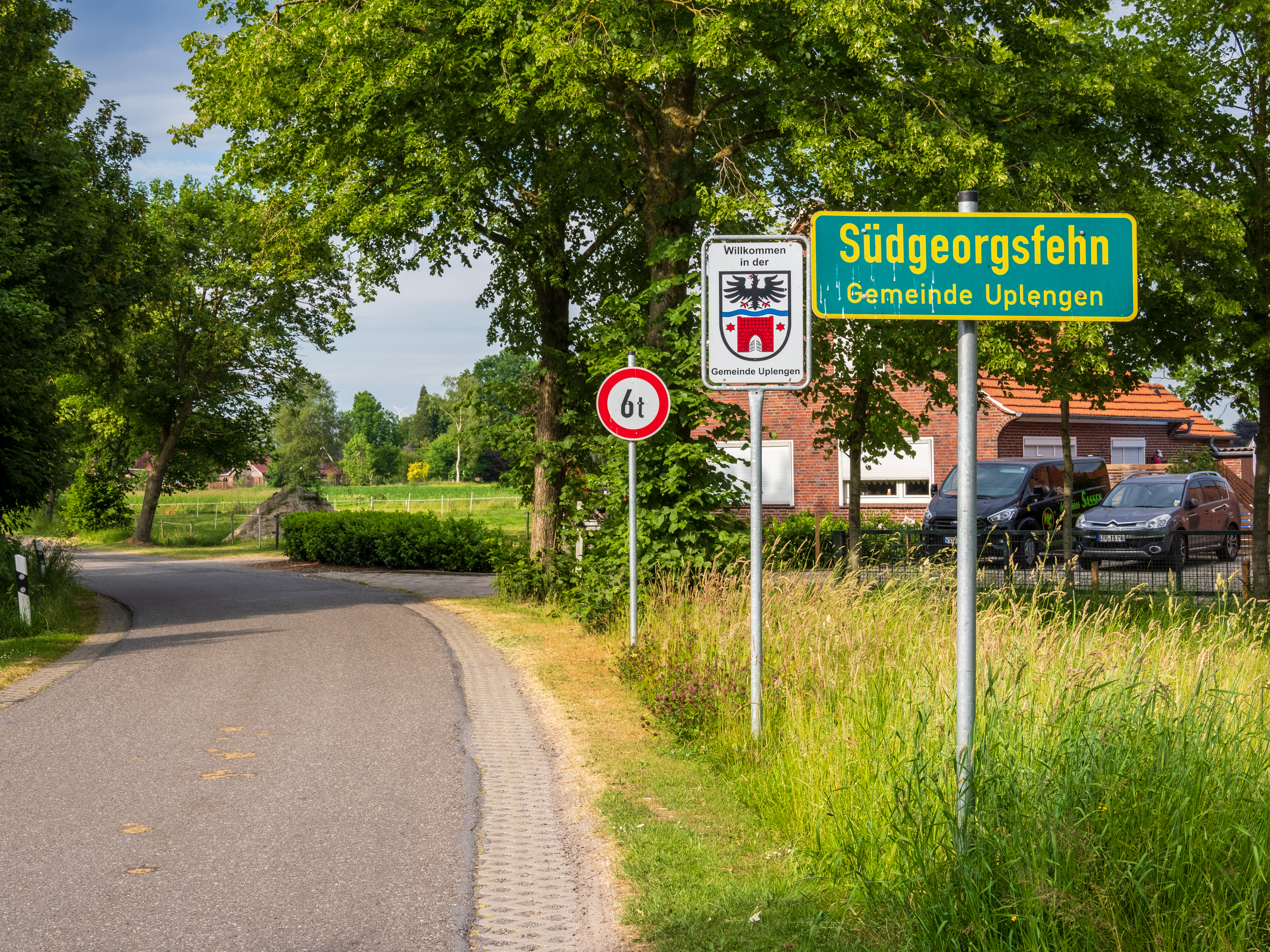
Südgeorgsfehn (Gemeinde Uplengen)

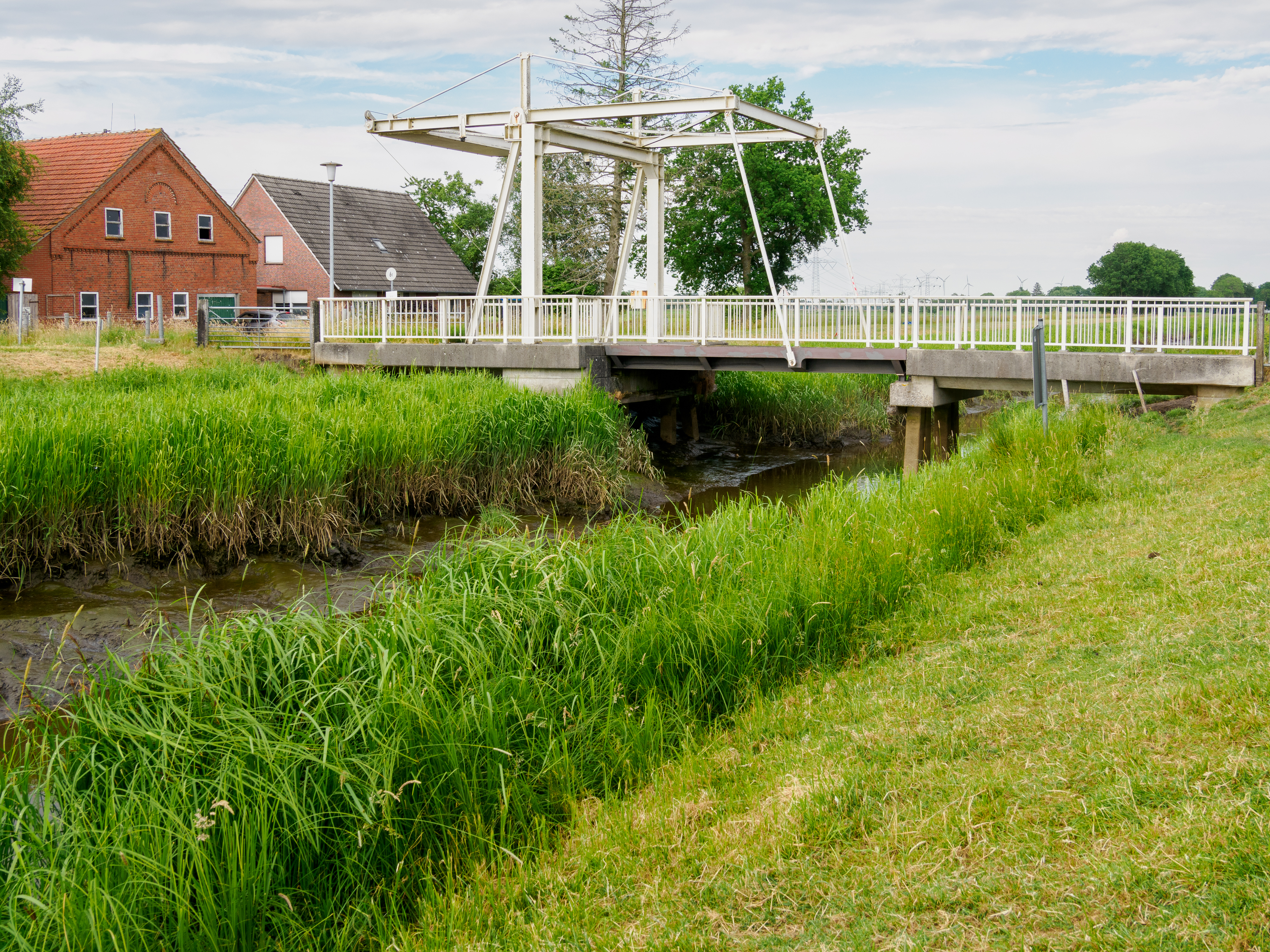
Klappbrücke über den Südgeorgsfehnkanal.

## Geschichte

### Entwicklung
Nach dem Wiener Kongress (1814–1815) fiel Ostfriesland dem Königreich Hannover zu. Dessen Regierung machte die Kolonisierung der Moore zu einer staatlichen Angelegenheit. 1818 begann man damit, in der Nähe von Stickhausen einen Kanal von der Jümme aus in Richtung Nordosten zu graben. Südlich von Hollen grub man eine Abzweigung nach Osten. Diese endete zunächst am Verbindungsweg zwischen Hollen und Detern.
Die Kolonate wurden in Form von Erbpachtverträgen vergeben. Die ersten wurden im Herbst 1829 unterzeichnet, womit dieses Jahr als das Gründungsjahr Südgeorgsfehns angesehen wird. Südgeorgsfehn gehört damit, gemeinsam mit Nordgeorgsfehn und Holterfehn, zu den jüngeren Fehnsiedlungen Ostfrieslands.
Die Kolonisten waren laut Erbpachtvertrag unter anderem dazu verpflichtet, den Kanal weiter ins Moor hineinzugraben und instand zu halten. Die Kolonate wurden dabei von Südwesten in Richtung Nordosten vergeben, so dass die Kolonie in ebendiese Richtung immer weiter wuchs. Gegen Ende des 19. Jahrhunderts war die Besiedlung Südgeorgsfehns weitestgehend abgeschlossen.
Am 25. April 1963 wurde Südgeorgsfehn mit Nordgeorgsfehn, Hollen und Ammersum Teil der Samtgemeinde Hollen. Am 1. Januar 1973 trat im Rahmen einer Kreisreform ein Beschluss vom 20. November 1972 in Kraft, wodurch Südgeorgsfehn schließlich Teil der Gemeinde Uplengen wurde.

### Name
Südgeorgsfehn wurde nach dem König von Großbritannien und Hannover, Georg IV., benannt. Die Vorsilbe „Süd-“ beschreibt die geografische Lage der Kolonie in Abgrenzung zum gleichzeitig gegründeten Nordgeorgsfehn. Das Wort Fehn bezeichnet die Art der Moorkolonisierung, bei der ein Kanal zur Entwässerung des Moores, zum Abtransport des abgebauten Torfes sowie als wichtiger Verkehrsweg, zum Beispiel zum Heranschaffen von Baumaterial und Dünger, verwendet wird.
Im Februar 1829 wurde die Kolonie zunächst offiziell Süd-Georgs-Vehn genannt. Die Zusammenschreibung sowie die Schreibweise mit »f« hat sich erst im Laufe der Zeit entwickelt und mittlerweile durchgesetzt.

### Kirche und Religion
Viele Bewohner gehören zur evangelisch-lutherischen Kirchengemeinde Hollen. Die Ansiedlung von Kolonisten in Nord- und Südgeorgsfehn hat gegen Ende des 19. Jahrhunderts einen Neubau der Hollener Kirche erforderlich gemacht.

1853 wurde ein Friedhof östlich der Straße Hollen–Augustfehn angelegt.
Weiterhin gibt es eine evangelisch-freikirchliche Gemeinde (Baptisten). Diese hatte lange Zeit eine eigene Kapelle die aufgegeben wurde und die Baptisten haben sich der Gemeinde im benachbarten Augustfehn angeschlossen.
Gegen Ende des 19. Jahrhunderts gab es eine Reihe von Siedlern, die sich den Methodistengemeinden in Leer und Edewecht anschlossen hatten.
In der Zeit nach dem Ersten Weltkrieg gab es zudem einige Bibelforscher, die sich jedoch schon bald wieder von dieser Glaubensgemeinschaft abwandten.

### Schulwesen
In den ersten Jahren nach der Gründung der Kolonie gingen die Kinder in Hollen zur Schule. 1846 erhielt der Ort eine einklassige Schule.
1867 wurde die erste Schule abgebrochen und auf dem südlichen Teil des Friedhofs ein neues Schulgebäude errichtet. Acht Jahre später wurde ein zweiter Klassenraum angebaut.
1965 wurde westlich der Straße Hollen–Augustfehn, gegenüber dem Friedhof, ein neues Schulgebäude errichtet. 1974 wurde die Schule aufgegeben werden; der Unterricht erfolgte in Hollen.
Das Schulgebäude wurde in ein Dorfgemeinschaftshaus umgewandelt für u. a. Veranstaltungen von Vereinen und  Gruppen (z. B. der Theatergruppe »Lüttje Bühn«). Das Haus dient zudem der Freiwillige Feuerwehr und für Begräbnisandachten.

### Erster und Zweiter Weltkrieg
Am Ersten Weltkrieg nahmen 164 Soldaten aus Südgeorgsfehn teil, von denen 31 fielen und 18 auf andere Weise zu Tode kamen.
Von den insgesamt 146 Teilnehmern des Zweiten Weltkrieges fielen 33; weitere 25 kamen auf andere Weise ums Leben oder wurden vermisst.
Zu beiden Kriegen hängen bebilderte Gedenktafeln im Dorfgemeinschaftshaus aus. An den Innenwänden des Eingangsportals zum Friedhof sind auf Steintafeln die Namen der Gefallenen und Vermissten beider Weltkriege verzeichnet.

### Einwohnerentwicklung
Die Einwohnerzahlen von Südgeorgsfehn:
| Jahr | Einwohnerzahl |
| ---- | ------------- |
| 1833 | 9             |
| 1848 | 241           |
| 1858 | 352           |
| 1867 | 465           |
| 1871 | 512           |
| 1880 | 566           |
| 1895 | 658           |
| 1900 | 691           |
| 1905 | 701           |
| 1925 | 714           |

| Jahr | Einwohnerzahl |
| ---- | ------------- |
| 1933 | 651           |
| 1939 | 632           |
| 1946 | 834           |
| 1950 | 779           |
| 1956 | 689           |
| 1961 | 668           |
| 1970 | 659           |
| 1995 | 608           |
| 2000 | 583           |
| 2010 | 590           |

### Bürgermeister und Ortsvorsteher
- 1847: Gerd Focken Ollermann, Ortsvorsteher
- 1860: Jann Meiners Hanssen (Basseler), Bauermeister
- 1862–1867: Dirk Gerdes Ollermann (Sohn von Gerd Focken Ollermann), Ortsvorsteher
- 1868–1873: Hinrich Gerhard Müller, Ortsvorsteher
- 1873–1885: Gerhard Ollermann (Bruder von Dirk Gerdes Ollermann), Bürgermeister
- 1885–1896: Heinrich Gerhard Rhoden, Bürgermeister
- 1896–1914: Hinrich („Hinnerk“) Jürgens, Gemeindevorsteher
- 1914–1931: Heinrich Heinrici (Sohn des Hauptlehrers Wilhelm Heinrici), Gemeindevorsteher
- 1931–1945: Enne Jürgens (Sohn von Hinrich Jürgens), Bürgermeister
- 1945–1946: Diedrich Hafer, Bürgermeister
- 1946–1950: Heinrich Bunger, Bürgermeister
- 1950–1956: Hermann Fischer, Bürgermeister
- 1956–1961: Hermann Brunken, Bürgermeister
- 1961–1964: Heinrich Bunger, Bürgermeister
- 1964–1972: Hermann Brunken, Bürgermeister
- 1973–1996: Hans Webermann, Ortsvorsteher
- 1996–2007: Johannes Stöhr, Ortsvorsteher
- 2007–2019: Rolf Grebener, Ortsvorsteher
- seit 2019: Klemens Thiede, Ortsvorsteher[2]

## Geografische Lage
Südgeorgsfehn liegt am südöstlichen Rand der Gemeinde Uplengen, direkt an der Grenze zum Landkreis Ammerland. Benachbarte Orte sind Augustfehn, Deternerlehe, Hollen, Bargerfehn und Jübberde.

## Bauwerke
- Windmühle Südgeorgsfehn

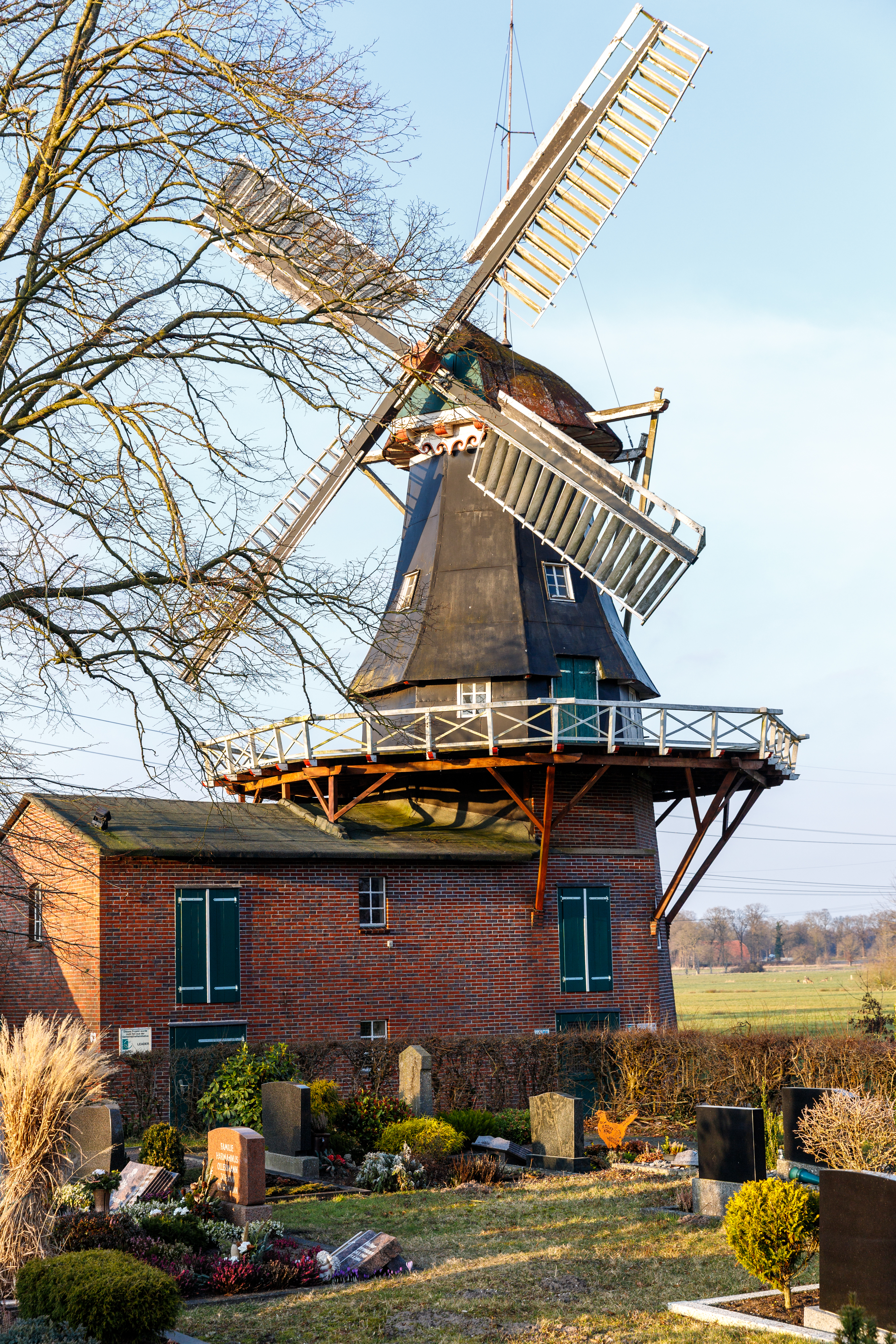
Windmühle Südgeorgsfehn

Windmühle: Der zweistöckige Galerieholländer mit Steert wurde 1907 durch Alfons und Jantjedine Goldenstein erbaut, die einer weit über Ostfriesland hinaus bekannten Müller- und Mühlenbauerfamilie entstammen. 1939 übernahm der Sohn Bernhard Goldenstein die Mühle. 1954 wurde sie an die Raiffeisen-Genossenschaft verkauft. Mittlerweile ist sie im Besitz der Gemeinde Uplengen. Die Mühle ist stillgelegt, kann jedoch auf Wunsch besichtigt werden.
- Kriegerdenkmal: An den Innenwänden des Eingangsportals des Friedhofs sind auf Steintafeln die Namen der Gefallenen und Vermissten beider Weltkriege verewigt.
- Glockenturm: Im Jahr 2002 wurde auf dem südlichen Teil des Friedhofs ein Glockenturm errichtet, dessen Glocken bei Beerdigungen geläutet werden.
- Windpark: Im Dezember 2001 wurde der Windpark „Fehnland“ in Betrieb genommen. Er besteht aus insgesamt elf Windkraftanlagen vom Typ Enercon E-66/18.70 mit einer Nennleistung von jeweils 1,8 Megawatt.

## Tourismus
Durch Südgeorgsfehn verläuft die Deutsche Fehnroute.

## Persönlichkeiten
- Horst Werner Janssen (1933 in Südgeorgsfehn – 2017), Kapitän und Reeder